# Huta Aluminium Konin
Huta Aluminium Konin – huta aluminium, mająca siedzibę w Koninie, funkcjonująca od 1966 do 2009 roku. Huta wytwarzała aluminium pierwotne.

## Historia
Swoją działalność Huta Aluminium Konin rozpoczęła w 1966 roku, kiedy to utworzono wydziały elektrolizy i odlewni aluminium; roczna produkcja metalu wynosiła wówczas 43 tys. ton. W 1972 roku w hucie uruchomiono produkcję wyrobów walcowanych, zaś trzy lata później – taśm cienkich. W 1981 roku w hucie miał miejsce największy w Wielkopolsce strajk przeprowadzony w reakcji na wprowadzenie stanu wojennego. W 1995 roku huta została sprywatyzowana. W 2008 roku połączyła się z Impexmetal. 4 lutego 2009 roku z powodu wysokich cen energii elektrycznej zakończono produkcję aluminium. Po zamknięciu ostatnich działów elektrolizy, pracę w zakładzie straciło około 200 osób.

### Gränges Konin S.A.
W 2020 huta została sprzedana szwedzkiej firmie Gränges AB. Według danych publikowanych przez właściciela roczna zdolność produkcyjna to ok. 100 tys. ton łaskich wyrobów walcowanych. W 2025 liczba ta ma wzrosnąć do 140 tysięcy ton.